# På krubbans strå man lade dig
På krubbans strå man lade dig är en julpsalm av Erik Gustav Geijer från 1812. Melodin är Min högsta skatt, o Jesu kär.
Psalmen inleds 1819 med orden:
På krubbans strå man lade dig,
O Jesu, himlens Förste,
Och människor ej kände dig,
Fastän du är den störste.

## Publicerad i
- 1819 års psalmbok som nr 72 under rubriken "Jesu kärleksfulla uppenbarelse i mänskligheten: Jesu person, lära och gärningar".
- 1937 års psalmbok som nr 34 under rubriken "Guds majestät och härlighet".